# Impossible Foods
Impossible Foods est une entreprise qui développe des substituts de viande et de fromage fabriqués entièrement à partir de plantes. Basée à Redwood City, en Californie, la société a pour objectif de fournir aux gens le goût et les bienfaits nutritionnels des aliments provenant d'animaux sans les aspects négatifs sur la santé et l'environnement liés à l’élevage.
Le produit phare de l'entreprise, l' « Impossible Burger », a été lancé en juillet 2016, après plusieurs années de recherche et développement.

## Histoire
En 2009, Patrick O. Brown, professeur de biochimie à l'Université Stanford, décide de dédier un congé sabbatique de 18 mois à l’étude des moyens d’éliminer l’élevage intensif qu'il considère comme l'un des plus graves problèmes environnementaux. Avec d'autres universitaires, Brown co-dirige une conférence en 2010 à Washington D.C. intitulée « The Role of Animal Agriculture in a Sustainable 21st Century Global Food System ». Cependant, face au peu d'impact de cette conférence, il décide que la meilleure façon de réduire l’élevage d'animaux serait d'offrir un produit compétitif sur le marché.
En 2011, Patrick Brown co-fonde la société Impossible Foods avec le chef Tal Ronnen et le fromager Monte Casino. L'entreprise a examiné des produits d'origine animale au niveau moléculaire, puis sélectionné des protéines et des nutriments à partir de légumes, de graines et de céréales pour recréer le goût de viande et de produits laitiers.
Impossible Foods décide de se concentrer sur la viande bovine utilisée dans les hamburgers et lance son premier substitut de viande : l'Impossible Burger, en juillet 2016. Le 7 janvier 2019, une nouvelle version du produit est mise sur le marché.
En 2014, Impossible Foods récolte entre 75 et 108 millions de dollars auprès d'investisseurs, y compris Google Ventures, Khosla Ventures, Viking Global Investors, UBS, le milliardaire de Hong Kong Li Ka-shing, Horizons Ventures et Bill Gates. En avril 2018, 114 millions de dollars supplémentaires sont reçus, principalement des investisseurs singapourien Temasek Holdings et hongkongais Sailing Capital, amenant le total à 372 millions. En mai 2019, l'entreprise lève 300 millions de dollars additionnels. Elle est alors évaluée à 2 milliards.

## Technologie
Les chercheurs d'Impossible Food ont découvert que l'hème était un facteur clé de la viande bovine, lui conférant sa texture, son odeur à la cuisson et sa saveur particulière. L’hème, partie de l’hémoglobine, est la molécule qui donne sa couleur rouge au sang et permet le transport de l’oxygène chez de nombreux animaux. Certaines plantes, comme le soja, contiennent aussi cette molécule dans une protéine très proche de l’hémoglobine: la léghémoglobine.
Impossible Food utilise une levure modifiée génétiquement qui exprime le gène de la léghémoglobine du soja. Grâce à cette levure, un processus de fermentation, comparable au brassage de la bière, permet de produire l'hème en quantité industrielle.
En 2014, l'entreprise obtint de la Food and Drug Administration (FDA) l'autorisation d'incorporer la léghémoglobine recombinante à leur produit.
Pour reproduire la texture de la viande bovine, Impossible Food utilise des ingrédients tels que des flocons d'huile de coco mélangés avec de la protéine végétale texturée de blé et de pomme de terre, cette dernière maintenant une texture ferme quand la viande de substitution est cuite. L'huile de coco, solide, fond à la cuisson de façon semblable à la graisse de bœuf.

## Produits
Impossible Foods produit actuellement des hamburgers fait entièrement de plantes, du fromage de lait d'amande, de la ricotta, des raviolis, et des fromages similaires au fromage à la crème. 

### Impossible Burger
Le 27 juillet 2016, le restaurant Momofuku Nishi de New York est le premier à servir l'« Impossible Burger », produit entièrement à partir de végétaux, qui reproduit le goût et la texture de la viande de bœuf,. En janvier 2017, le restaurant Public de New York est le premier restaurant étoilé au guide Michelin à servir le produit d'Impossible Food.
Selon Impossible Foods, la fabrication de l' « Impossible Burger » utiliserait 95% moins de surfaces agricoles, 74% moins d'eau et émettrait 87% moins de gaz à effet de serre qu'un burger de bœuf. Ce substitut de viande contiendrait plus de protéines, moins de gras, moins de cholestérol et moins de calories qu'un steak haché de taille similaire à base de bœuf. Il contiendrait cependant plus de sodium et autant de gras saturés qu'un steak haché de bœuf non assaisonné. L'Impossible Burger reçoit la certification Kasher en mai 2018, puis Halal en décembre de la même année.
En avril 2018, la chaîne de restauration rapide White Castle introduit l'Impossible Burger dans sa gamme. À la fin de l’année, 5000 restaurants aux États-Unis le proposent dans leur menu. En avril 2019, Burger King effectue un test marketing autour de Saint-Louis puis annonce sa volonté de proposer l'« Impossible Whopper » partout à travers le pays.
« L'impossible Burger 2.0 », lancé en 2019, contiendrait 30% moins de sodium et 40% moins de gras saturés que la version précédente, d’après son fabricant. Il est aussi sans gluten car la recette a substitué le soja au blé.

## Production
Impossible Foods produit l' « Impossible Burger » aux États-Unis, à Redwood City (Californie), et à l'université Rutgers, dans le New Jersey. La première usine d'envergure, capable de produire 500 000 livres (226 t) par mois, est construite en 2017, à Oakland, en Californie.